# スバル・ff-1 1300G
スバルff-1 1300G（スバルエフエフワン1300ジー）は、富士重工業（現SUBARU）が生産していた乗用車である。1970年7月、スバル・ff-1のエンジンを1,267 ccへと排気量拡大して、内外装に大きな変更を行なった。スバル・1000のプラットフォームを継承した最後の自動車としても知られる。

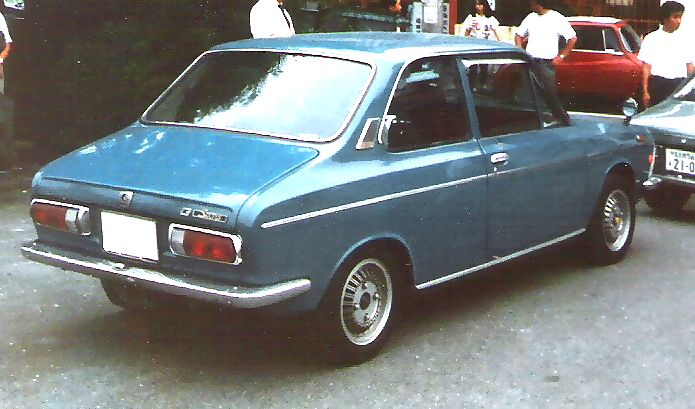
スバルff-1 1300G スポーツセダン 左ハンドル

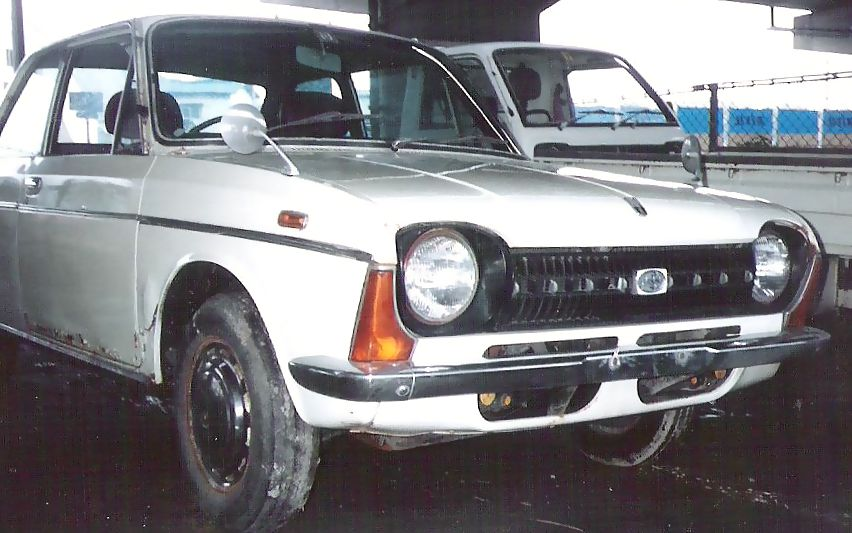
1970年 スバルff-1 1100 デラックス

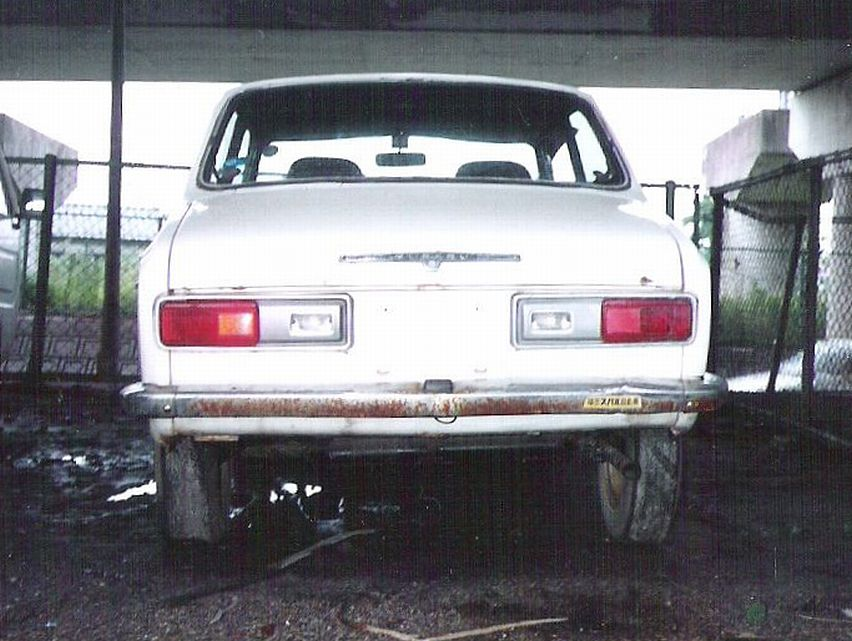
1970年 スバルff-1 1100 リヤビュー

## 概要
1970年7月、富士重工業はスバルff-1 1300Gシリーズを発売した。
「G」は「グレート（Great）」、「ゴージャス（Gorgeous）」など、力強く、豪華な印象の英語の頭文字に由来している。
スバル1000は、当時の大衆車クラスでは唯一のフロントエンジン・前輪駆動（FF）方式と、斬新で合理的な設計は高い評価を受け、月販4,000台前後の安定した販売台数を維持していたものの、戦後の高度経済成長に支えられた「マイカー・ブーム」で、当時の1,000～1,300ccの大衆車クラスは激戦区となっており、
- 1969年
  - 5月 - ホンダ・1300発売（空冷エンジン搭載115 ps @ 7500 rpm (99S) の高出力）
  - 9月 - 「トヨタ・カローラ1200」発売（これまでの1100 ccのK型エンジンから1200 ccの3K型エンジンに差し替え　E10系）
- 1970年1月 - 「日産・サニー」モデルチェンジ（1200 ccに排気量拡大、B110系）
  - 3月 - 「マツダ・ファミリア」マイナーチェンジ（1300 ccに排気量拡大）
  - 5月 - 「トヨタ・カローラ」モデルチェンジ（発売当初は1200 ccモデルのみ、E20系）

など、軒並み排気量拡大と豪華化が進み、販売側から早急な商品力の向上が求められていた。
1969年にスバル1000はスバルff-1へマイナーチェンジをしていたが、わずか1年で矢継ぎ早な大規模マイナーチェンジが敢行された。
その背景には、発売以来指摘されていた全国への販売・サービス網の整備がほぼ一巡し、拡販体制が整ったことが挙げられる。
スバルff-1 1300Gは、エンジンをスバルff-1の1,100 ccから1,300 ccに拡大。一方、従来の「EA61」型もラインナップに残し、従来の「スーパーデラックス」をコラムシフトとフロアシフトで明確に性格分けした、「カスタム」、「GL」グレードの設定など、バリエーションの充実が図られている。
また、エクステリアもボンネット、フロントグリルをダイナミックな造型のものに変更。インストルメントパネルもクラッシュパッド一体成型の豪奢なデザインに変更し、大きくイメージチェンジを図った。
また、バンは1300Gが4ドアのみ、1100が4ドア、2ドア両方が設定された。
1971年4月には、マイナーチェンジが行われ、トランク・フードの形状変更、大型魚眼テールレンズの採用、新デザインのホイールキャップの採用、安全・公害対策装備の充実が図られた。
1971年10月、ニュー・ジェネレーション「レオーネ・クーペ」の登場に伴い、まずスポーツセダンがカタログ落ち。1300G、1100ともども、セダン、バン、「スーパーツーリング」の車種体系になり、一時的に後継車のレオーネとの併売となった。
1972年4月、レオーネ4ドアセダンの発売により、1300Gシリーズセダンおよび「スーパーツーリング」が販売中止。セダンが1100・2ドアセダンのみ、バンが1100の4ドア・2ドアのみの受注となり、5月のスーパーツーリング、2ドアセダン、エステートバンの発売により、完全に世代交代が完了した。新車登録台数は累計8万3696台(1300G移行前を含む)

## エンジン

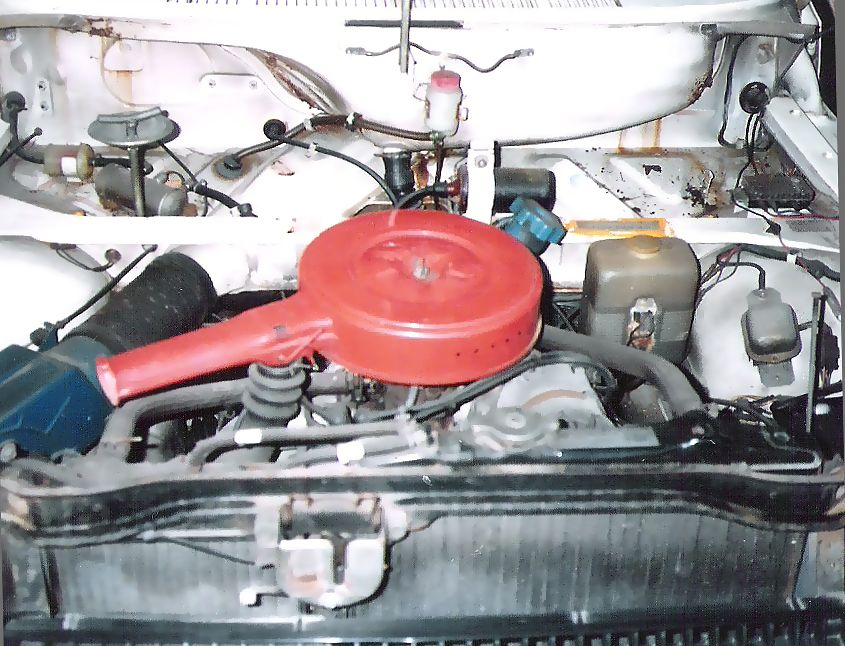
1970年式スバルff-1 1100のエンジンルーム

1300Gシリーズには、スバルff-1の「EA61」型エンジンのボアを6 mm拡げ、排気量を1,267 ccとした「EA62」型エンジンを搭載。80 PS @ 6,400 rpm、10.1 kg-m @ 4,000 rpmを発生。2ドアセダン・デラックス、スタンダード、バン（4ドア・2ドア）には従来の1,088 ccエンジンも残され、「スバルff-1 1100シリーズ」と呼ばれる。スペックおよび機構に変更はない。
「EA62」、「EA62S」型エンジンには、公害対策としてブローバイガス還元装置、アイドルリミッターが追加されている。更に1971年4月のマイナーチェンジで、「スバルEECS」と呼ばれる燃料蒸発防止装置を追加。出力等に変更はない。
スポーツセダンおよびスーパーツーリングに搭載された「EA62S」型エンジンは、ゼニス・ストロンバーグ・ツインキャブレター、デュアルエキゾーストパイプ、専用カムシャフトの採用、バルブタイミング、バルブリフト量、圧縮比を10.0:1に変更するなど、スバル・1000スポーツセダン以来のチューニングを継承して、93 PS @ 7,000 rpm、10.5 kgf•m @ 5,000 rpmを発揮。OHVながら1,300 ccクラスではホンダ・1300の115 PSに次ぐ高出力を誇った。
エンジンの1,300 ccへの増強とリヤサスペンションの改良は、モータースポーツシーンにおけるひときわ際立った戦闘力をスバル・ff-1 1300Gにもたらした。国内ラリーシーンではクラス優勝はもはやスバルの独擅場で、2,000 cc以下では最強のラリーカーだった。当時、主催者の曖昧な車両レギュレーション運営や、その陰で横行する各社の過激なチューニングなどのハンディをものともせずに、1970年、1971年と連続して日本アルペンラリーで総合2位に入賞。地方ラリーでは数多くの総合優勝を飾っている。また、ヒルクライム、ジムカーナ競技でも活躍した。
また、1970年6月、メキシコ・バハ・カリフォルニア半島を舞台としたオフロードラリー、第5回バハ500マイルレースに、P・ペトロスキーが出場。総合20位、クラス3位で完走している。この出場はプライベートによる出場だったものの、富士重工業製の自動車による初の海外ラリー参戦とされている。

## シャーシ・サスペンション
基本的にはスバル1000/スバルff-1からのキャリーオーバーだが、リヤサスペンションがスバル1000/スバルff-1の鍛造1本アームのトレーリングアーム方式から、ボックス断面を持つ鋼板製のトレーリングアームを採用、進行方向に対して斜めにマウントしたセミトレーリングアーム式サスペンションとなり、左右のトーションバーを収納するクロスメンバーも左右で独立したものに変更され、センタースプリング部のボルトによる車高調整機能は廃止された。これは、主にパワー増大に対応したものといわれ、スバル1000/スバルff-1に比べ、限界時の挙動、乗り心地が穏やかになっている。この変更は、1968年にアメリカで、ラルフ・ネーダーにより指摘された、シボレー・コルヴェアの横転事故についての欠陥が大きく注目されていたためで、すでに富士重工業も、1969年からスバル・ff-1（現地名: スター・セダン/ワゴン ）のアメリカ輸出を開始しており、国内とは全くスピードレンジの違うアメリカでの使用環境でも、安定性を確保することが重く見られたためでもある。

## エクステリア
エクステリアも基本的にはスバル1000/スバルff-1からのキャリーオーバーだが、ボンネット、エプロン、フロントグリルなどの意匠を変更。ボンネットは前後方向へのプレスラインが増やされ、フロントグリルはプラスティック一体成型の大型のものとなり、中央に六連星と「G」をあしらったオーナメントが付く。また、ヘッドライトリムも大型のプラスティック成型のものに変更、さらにエプロン部の開口部も大型化され、サイドターニングフラッシャーも白からオレンジへ変更。従来のスバル1000/スバルff-1から大きくイメージを変えた。リヤは、テールライト・ガーニッシュの変更の他、従来、テールライトと一体だったバックライトがテールライト内側に独立した。
スバルff-1 1100シリーズもエクステリアは共通だが、フロント・エンブレムが六連星のみの単純なものになる。スバルff-1でデラックス以上に標準だった、バンパーのオーバーライダーは国内向けは廃止された。1971年4月のマイナーチェンジに伴い、スバルff-1 1300Gシリーズは、フロントグリル内のモールの意匠変更、テールライトを従来の平型の四角のものから大型の異型魚眼タイプのものへ変更した。トランクフードの形状変更とオーナメント追加を行っている。また、スバルff-1 1300Gシリーズ標準車のデラックス以上のグレードのホイールキャップの形状変更。スポーツセダンのホイールキャップが後のレオーネGSRと共用のものとなっている。レザートップ、ボンネットストラップ、ノーズフィンなど外装関係のオプションも多数用意されていた。

## インテリア
スバル1000、スバルff-1の棚型形状から、一体成型クラッシュパッドの豪奢なものに変更され、大きくイメージを変えている。標準車は2個の円形メーター、スポーツ系が3個の円形メーター構成とされている。1971年4月のマイナーチェンジで、衝撃吸収ステアリング、エアフローベンチレーションシステムを採用、オプションでクーラーの装着も可能となり、安全性と快適性の向上を図っている。カスタムのみに、リヤ熱線デフォッガーを装備。スポーツセダン、スーパーツーリングに大型センターコンソール、樹脂製ウッド風センタークラッシュパッド付きステアリングを装備。

## スバルff-1 1300Gバン 4WD
スバル初となるAWD車である。

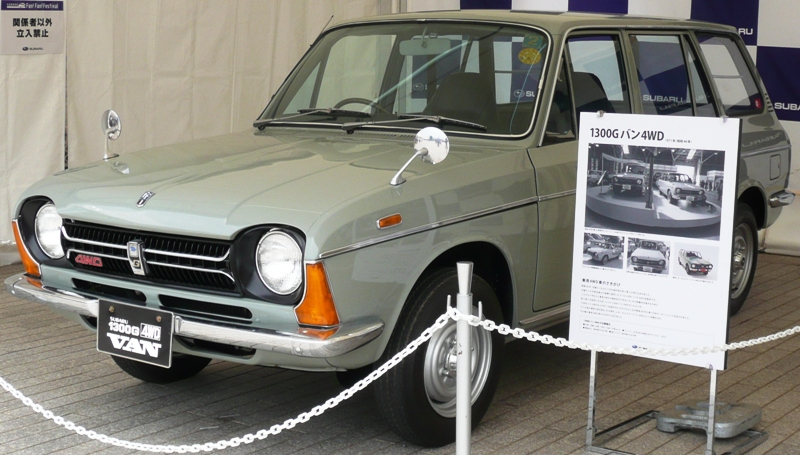
ff-1 1300Gバン 4WD

スバル1000のトランスアクスルは縦置きであるため、その後端にプロペラシャフトを繋ぎ、リヤデフを設ければAWD化することが容易である事は、開発段階の初期から富士重工業社内でも指摘されていた。
しかし、当時の日本で四輪駆動のイメージは、「ジープタイプの特殊な自動車」であり、『マイカー時代』を迎えて「一家に一台」と言われ始めたとはいえ、スバル1000が採用したFF方式の認知さえ覚束ない状態であり、まだまだ乗用車とAWDを結びつける必然性がなかった。
1970年（昭和45年）、東北電力から一スバルディーラーである宮城スバルに「ジープより快適で、通年使用可能な現場巡回用車両」の開発要請が寄せられた。
当時、東北電力では現場巡回用の自動車を夏期と冬期で使い分けており、冬期のみジープを使用していた。その中でジープに対し、
- オープン・ボディに幌を組み合わせているため、冬期はヒーターの効きが悪く寒い
- 乗用車に比べ、居住性に劣る
- 当時、整備が進みつつあった、一般の舗装道路では、操縦安定性・走行性能に難点がある
- 林道などの整備も進み、通年でもジープほどの悪路踏破性は必要がない

などが指摘されていた。
こうした指摘は「ジープ」がアメリカ陸軍の依頼を受けて開発され、1941年（昭和16年）に制式採用された軍用車を出自としているため、いくら改良を加えているとはいえ当時でもすでに登場から30年が経過していたことを考えれば致し方のないことではあるが、当時の日本ではこうした用途に使用する自動車はジープタイプ以外に選択肢はなかったのである。
東北電力からの打診を受け、宮城スバルでは「スバル1000バン」に「スバルff-1」の1100 ccエンジンを搭載した車両に日産・ブルーバード（510型）のリヤアクスルを装着して、室内を貫通するプロペラシャフトのカバーを設けた試作AWD車両を開発。1971年（昭和46年）2月から山形県月山周辺の積雪地帯でテストを行ったところ、ジープには積雪・悪路踏破性ではおよばないものの、従来の乗用車とは比較にならない性能が確認され、関係者の間でも非常に好評だったことから開発作業を富士重工業・群馬製作所へ移管し、1971年（昭和46年）3月、新たにスバルff-1 1300Gバンをベースにした試作車が2台製作され、商品化に向けての本格的なテストが開始された。
富士重工業本体による開発テストでも、高い走行性能と従来のスバルff-1 1300Gと遜色ない快適性が確認され、早々に市販が決定したが、既にスバルでは新型車レオーネの開発が進んでいたこともあり、スバルff-1 1300Gバン 4WDはレオーネ4WDのパイロットモデルとしての役割に留めることとなり、必要とする業者へごく少数の製造となることとなった。
ここに、水平対向エンジンを核とする左右対称のシンメトリカルAWDの原型が完成した。また、この開発期間で、新たにFFとAWDを切り替えるトランスファーレバーが追加されている。
1971年（昭和46年）秋、「第18回東京モーターショー」に出品。展示ブースではFFのスバルff-1 1300Gバンと並べて展示され、リヤ・アクスル下の床に駆動系を見せるための鏡を設置。AWDをアピールしようとしたが、外観では車高が20 mm上げられた以外、何の変哲もない隣のFFのスバルff-1 1300Gバンと全く見分けが付かないため、急遽、ボディサイドに「スバル1300G VAN 四輪駆動車」と大書きすることになったという逸話がある。
この「第18回東京モーターショー」では、商用車館への展示にもかかわらず非常に注目を集め、富士重工業の関係者は乗用車ベースAWDの潜在的な需要が決して少なくないことを確信したという。
スバルff-1 1300Gバン 4WDは合計8台が製作され、5台が東北電力に、長野県白馬村役場、長野県飯山農業協同組合、防衛庁（当時。現・防衛省）にそれぞれ1台ずつが納入されたといわれている。
現存するのは1台のみで、2008年（平成20年）に富士重工業自身の手によるレストアを完了。各地のイベントにおいて公開されている。近年宮城県で個人所有のff-1 1300Gバン 4WDが発見されたが、2011年（平成23年）3月11日の東日本大震災で被災し、大破した。当車両は震災直後に解体され、現存していない。

## 変遷
- 1970年
  - 6月 - スバルff-1「第5回バハ500マイルレース」クラス3位、総合20位（P.ペトロスキー）
  - 7月10日 - スバルff-1 1300G/1100シリーズ発売
  - 9月15日 - スバルff-1 1300G スーパーツーリング「第12回日本アルペンラリー」総合2位、クラス優勝（花沢/中原/久世組）
- 1971年
  - 2月15日 - スバルff-1 1300Gが「モーターファン」カー・オブ・ザ・イヤー、メカニズム賞受賞
  - 3月 - スバルff-1 1300Gスポーツセダン「第8回マウンテンサファリラリー」総合優勝（高岡/飯島/永山組）
  - 4月 - スバルff-1 1300Gスポーツセダン「中部500kmラリー」総合優勝（久世/花沢/塩野谷組）
  - 4月22日 - ニュースバルff-1 1300G、1100シリーズ発売
  - 6月 - スバルff-1 1300Gスポーツセダン「四国500kmラリー」総合優勝（高岡/飯島/正木組）
  - 9月19日 - スバルff-1 1300Gスポーツセダン「第13回日本アルペンラリー」総合2位、クラス優勝（高岡/飯島/正木組）
  - 10月7日 - レオーネクーペ・シリーズ発売。「スポーツセダン」生産中止。
  - 10月29日 - スバルff-1 1300Gバン 4WDを、第18回東京モーターショー商用車館に参考出品
  - 11月 - スバルff-1 1300Gスポーツセダン「志賀ハイランドラリー」総合優勝（佐久間/横山/金子組）
- 1972年
  - 2月19日 - レオーネ4ドアセダン・シリーズ発売。1300Gセダンシリーズ、バン、スーパーツーリング生産中止。
  - 3月 - スバルff-1 1300Gバン 4WD、生産第一ロット、東北電力に納入
  - 9月1日 - レオーネエステートバン・シリーズ発売。スバルff-1販売終了。

## 主要諸元
| 車種                        | 1971年 スバルff-1 1300G 4ドアセダンGL                         | 1971年 スバルff-1 1300G スポーツセダン                        |
| --------------------------- | ------------------------------------------------------------- | ------------------------------------------------------------- |
| 寸法・重量                  |                                                               |                                                               |
| 全長×全幅×全高              | 3,900 mm×1,480 mm×1,390 mm                                    | 3,900 mm×1,480 mm×1,375 mm                                    |
| ホイールベース              | 2,420 mm                                                      | 2,420 mm                                                      |
| トレッド（前輪/後輪）       | 1,225 mm/1,205 mm                                             | 1,235 mm/1,210 mm                                             |
| 最低地上高                  | 175 mm                                                        | 165 mm                                                        |
| 車両重量                    | 725 kg                                                        | 730 kg                                                        |
| 燃料タンク容量              | 45 L                                                          | 45 L                                                          |
| 最小回転半径                | 4.8 m                                                         | 4.8 m                                                         |
| 登坂能力 (tanθ)             | 0.38（θ=20.8度）                                              | 0.45（θ=24.2度）                                              |
| 最高速度                    | 160 km/h                                                      | 170 km/h                                                      |
| 0-400 m加速                 | 17.9秒                                                        | 16.8秒                                                        |
| エンジン・サスペンション    |                                                               |                                                               |
| エンジン形式                | EA62型水冷水平対向4気筒OHV                                    | EA62S型水冷水平対向4気筒OHV                                   |
| 排気量                      | 1,267 cc                                                      | 1,267 cc                                                      |
| ボア×ストローク             | 82.0 mm×60.0 mm                                               | 82.0 mm×60.0 mm                                               |
| 圧縮比                      | 9.0                                                           | 10.0                                                          |
| 最高出力                    | 80 PS @ 6,400 rpm                                             | 93 PS @ 7,000 rpm                                             |
| 最大トルク                  | 10.1 kgf•m @ 4,000 rpm                                        | 10.5 kgf•m @ 5,000 rpm                                        |
| サスペンション（前輪/後輪） | ダブルウィッシュボーン/セミトレーリングアーム式サスペンション | ダブルウィッシュボーン/セミトレーリングアーム式サスペンション |
| ブレーキ（前輪/後輪）       | ディスク/リーディングトレーリング                             | ディスク/リーディングトレーリング                             |
| タイヤ                      | 6.15-13-4PR                                                   | 145SR13ラジアル                                               |